# Многосортная алгебра
Многосортная алгебра —  алгебраическая система с несколькими носителями. Любая алгебраическая система может быть описана как многосортная алгебра. Многосортные алгебры широко применяются в современном теоретическом программировании.

## Формулировка
Многосортной алгеброй называется упорядоченная пара {\displaystyle ((A_{i})_{i\in I},\Omega )}, где элементы семейства множеств {\displaystyle (A_{i})_{i\in I}} называют сортами, а множество {\displaystyle \Omega }, называемое многосортной сигнатурой, состоит из многосортных операций - отображений вида {\displaystyle \omega :A_{i_{1}}\times ...\times A_{i_{n}}\rightarrow A_{i_{0}}}. 
Операцию {\displaystyle \omega } называют при этом n-арной операцией типа {\displaystyle (i_{0},i_{1},...i_{n})}.

## Пример
Рассмотрим в качестве примера многосортную алгебру {\displaystyle (V_{3},R,+(1,1,1),\cdot (1,2,1),(\cdot )(2,1,1),\times (1,1,1),\circ (2,1,1,1))}. В качестве первого сорта используется множество {\displaystyle V_{3}} трехмерных свободных
геометрических векторов, в качестве второго сорта - множество действительных чисел. Первая операция - бинарная операция {\displaystyle +} сложения векторов. Результатом операции является вектор, аргументами - тоже векторы, поэтому она имеет тип {\displaystyle (1,1,1)}. Вторая операция - бинарная операция {\displaystyle \cdot } левого умножения вектора на число. Результатом операции является вектор, первый аргумент- число, второй аргумент - вектор, поэтому она имеет тип {\displaystyle (1,2,1)}. Третья операция - бинарная операция {\displaystyle (\cdot )} скалярного умножения векторов. Результатом операции является число, она имеет тип {\displaystyle (2,1,1)}. Четвертая операция - бинарная операция {\displaystyle \times } векторного умножения векторов. Результатом операции является вектор, она имеет тип {\displaystyle (1,1,1)}. Пятая операция - тернарная операция {\displaystyle \circ } смешанного умножения векторов. Результатом операции является число, она имеет тип {\displaystyle (2,1,1,1)}.

## Свойства
Любая алгебраическая система может быть описана как многосортная алгебра.